# Grand Prix de Judô
Grand Prix de Judô são competições que contam pontos para o ranking da Federação Internacional de Judô e são realizadas durante uma temporada em diferentes localidades do Mundo.

## Grand Prix 2011
Grand Prix realizado em Dusseldorf na Alemanha nos dias 19 e 20 de fevereiro de 2011.

### Resultados finais
| Posição final | País do lutador | Nome do lutador   | Medalha |
| 1             | Estados Unidos  | Travis Stevens    | Ouro    |
| 2             | Rússia          | Murat KHABACHIROV | Prata   |
| 3             | Azerbaijão      | Elnur Mammadli    | Bronze  |
| 3             | Rússia          | Arsen PSHMAKHOV   | Bronze  |
| 5             | Alemanha        | Sven MARESCH      | -       |
| 5             | Marrocos        | Safouane ATTAF    | -       |
| 5             | Japão           | Yuki HARUYAMA     | -       |
| 5             | Alemanha        | Ole Bischof       | -       |

| Posição final | País da lutadora | Nome da lutadora | Medalha |
| 1             | China            | Fei CHEN         | Ouro    |
| 2             | Alemanha         | Iljana MARZOK    | Prata   |
| 3             | Suíça            | Juliane ROBRA    | Bronze  |
| 3             | Colômbia         | Yuri Alvear      | Bronze  |
| 5             | Japão            | Haruka Tachimoto | -       |
| 5             | Espanha          | Cecilia BLANCO   | -       |
| 5             | Alemanha         | Kerstin Thiele   | -       |
| 5             | Polónia          | Katarzyna KLYS   | -       |